# Józef Hoszowski
Józef Hoszowski (ur. 13 lipca 1897 w Dolinie , zm. 7 września 1967 w Krakowie) – major audytor Wojska Polskiego.

## Życiorys
Urodził się 13 lipca 1897 w rodzinie Mikołaja i Heleny z Wojnarowskich. W czasie I wojny światowej walczył w szeregach c. i k. Armii. Na stopień podporucznika został mianowany ze starszeństwem z 1 grudnia 1917 w korpusie oficerów rezerwy piechoty. Jego oddziałem macierzystym był pułk piechoty Nr 9.
Po odzyskaniu przez Polskę niepodległości został przyjęty do Wojska Polskiego. Został awansowany na stopień porucznika piechoty ze starszeństwem z dniem 1 czerwca 1919.  W 1923 był oficerem 40 pułku piechoty we Lwowie. Został awansowany na stopień kapitana piechoty ze starszeństwem z dniem 1 lipca 1925. Po ukończeniu studiów prawa i uzyskaniu stopnia magistra w 1928 pozostając oficerem 40 pułku piechoty, był przydzielony do Wojskowego Sądu Okręgowego Nr VI we Lwowie. 
W grudniu 1928 został przeniesiony do korpusu oficerów sądowych w stopniu kapitana audytora ze starszeństwem z dniem 1 lipca 1925 i 3,8 lokatą oraz przydzielony macierzyście do kadry oficerów służby sprawiedliwości z równoczesnym przydziałem służbowym do Wojskowego Sądu Rejonowego Równe na stanowisko sędziego śledczego. W 1932 był kierownikiem tego sądu. W 1934 został mianowany podprokuratorem przy wojskowych w sądach okręgowych z równoczesnym przeniesieniem do Prokuratury przy WSO Nr VI na stanowisko podprokuratora. 31 sierpnia 1935 został zwolniony ze stanowiska podprokuratora i mianowany sędzią rejonowym oraz przeniesiony do Wojskowego Sądu Rejonowego Kalisz na stanowisko kierownika sądu. W 1939, w stopniu majora audytora, był kierownikiem Wojskowego Sądu Rejonowego Kowel.
W czasie kampanii wrześniowej był szefem sądu polowego nr 40 i szefem służby sprawiedliwości Wołyńskiej Brygady Kawalerii. 15 lipca 1944 w Krakowie został wzięty do niemieckiej niewoli i osadzony w Oflagu II D Gross-Born . Po uwolnieniu z niewoli powrócił do kraju. 
Po wojnie był pracownikiem Krakowskiego Przedsiębiorstwa Budownictwa Przemysłowego. W latach 1953–1956 Wojewódzki Urząd do spraw Bezpieczeństwa Publicznego w Krakowie prowadził w stosunku do jego osoby kontrolę operacyjną w związku z podejrzeniem o sprawowanie funkcji zastępcy sędziego śledczego i zastępcy podprokuratora w Sądzie Okręgowym we Lwowie sprzed 1939 r. Był członkiem Związku Bojowników o Wolność i Demokrację. Miał żonę.

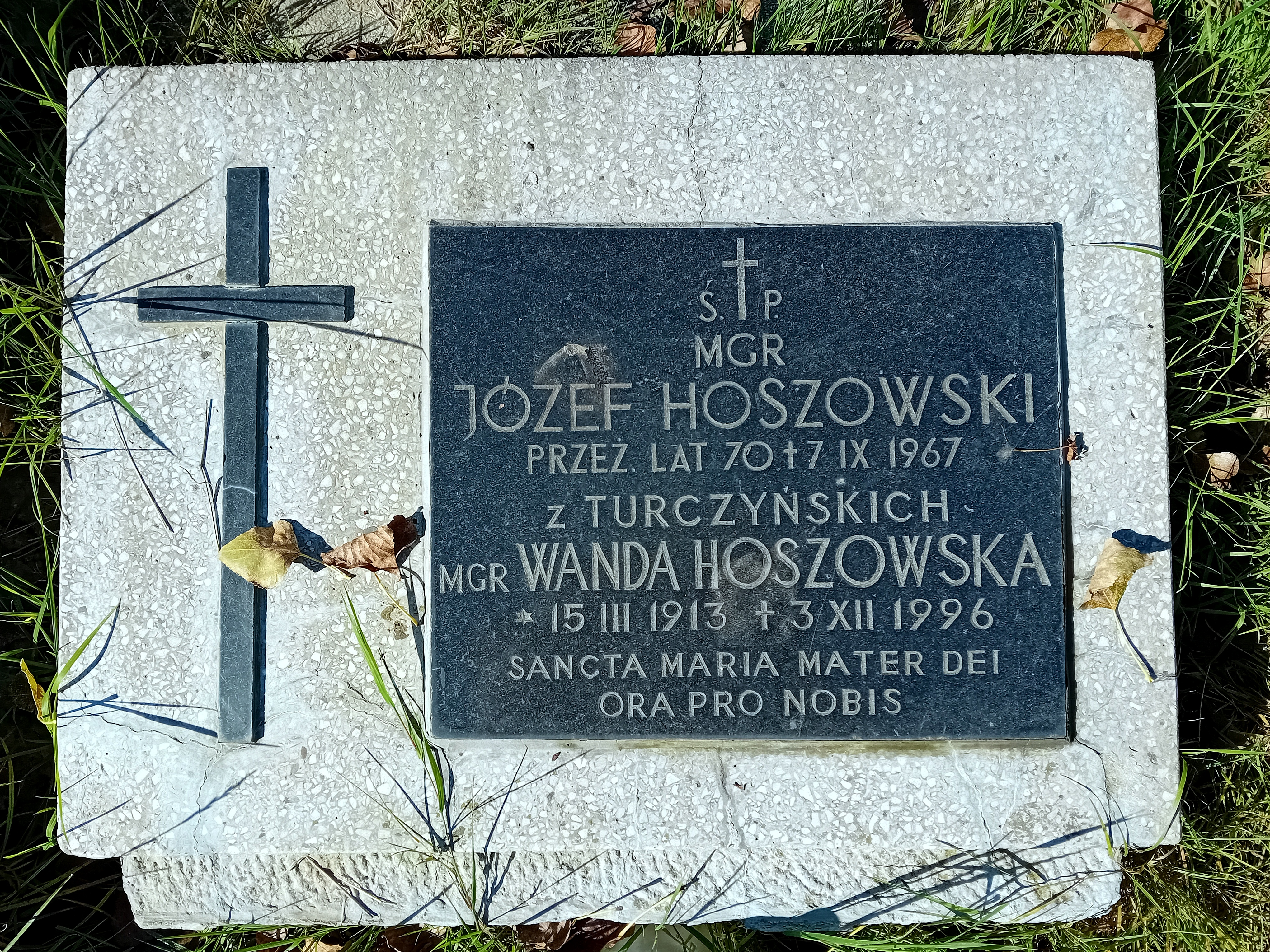
Grobowiec Józefa i Wandy Hoszowskich

Zmarł 7 września 1967 w Krakowie. Został pochowany na cmentarzu Rakowickim w Krakowie 11 września 1967 (kwatera LXXVIII-11-21).

## Ordery i odznaczenia
- Krzyż Walecznych
- Srebrny Krzyż Zasługi (10 listopada 1928)[20]
- Krzyż Kawalerski Orderu Gwiazdy Rumunii (Rumunia)
- Brązowy Medal Zasługi Wojskowej z mieczami na wstążce Krzyża Zasługi Wojskowej (Austro-Węgry)[21]